# Angelo Paina
Angelo Paina (Senna Lodigiana, Italia, 19 de abril de 1949-Piazza Brembana, Italia, 23 de junio de 2024) fue un futbolista de Italia que jugó en la posición de delantero centro.

## Biografía
Creció en Milán y luego fue cedido a Padua (en la Serie B) y a Trieste (en la Serie C).
A su regreso a los rossoneri no logró hacerse un hueco, hasta el punto de que fue vendido al Taranto, con el que disputó tres temporadas el campeonato cadete y donde conoció al técnico Mario Caciagli.
Luego pasó al SPAL, todavía en la Serie B, marcando 26 goles en tres campeonatos. Al finalizar el campeonato 1975-1976 sufrió una lesión de tobillo sufrida en Brindisi .
Luego fue vendido al Atalant de Bergamo de la Serie A en 1977 y disputó dos campeonatos con el equipo de Bérgamo.
Luego regresó a Trieste, en la Serie C1, donde concluyó su carrera profesional.
En su carrera hizo un total de 38 apariciones y 3 goles en la Serie A y 182 apariciones y 43 goles en la Serie B.

## Equipos
| Periodo   | Club                | Apariciones | Goles |
| --------- | ------------------- | ----------- | ----- |
| 1966-1967 | A.C. Milan          | 0           | 0     |
| 1967-1968 | Calcio Padova       | 9           | 1     |
| 1968-1970 | US Triestina Calcio | 69          | 22    |
| 1970-1971 | A.C. Milan          | 4           | 0     |
| 1971-1974 | Taranto Sport       | 88          | 16    |
| 1974-1977 | SPAL                | 85          | 26    |
| 1977–1979 | Atalanta BC         | 34          | 3     |
| 1979–1980 | US Triestina Calcio | 11          | 0     |

## Muerte
Paina murió en Piazza Brembana el 23 de junio de 2024 a los 75 años por complicaciones con la enfermedad de alzheimer.

## Logros
- Copa Italia (1): 1966/67
- Copa Anglo-Italiana (1): 1980